# Annàzides
La dinastia dels annàzides, annàzida o Banu Annaz d'origen kurd, va governar a la zona entre els moderns Iraq i l'Iran entre el 991 i el 1117. Els seus dominis inclogueren Kermansah, Hulwan, Dinavar, Shahrazur, Dakuka (Daqūq), Daskara, Bandanidjin (Mandeli) i Numanya.
Els Banu Annaz tenien com a base als kurds shadhandjan. Els seus sobirans van portar noms i títols àrabs. El seu govern fou de tipus seminòmada amb els caps vivint en tendes i disposant d'algunes fortaleses on amagaven els tresors i els servien de refugi quan hi havia problemes. Les seves fronteres eren molt fluides i s'eixamplaven o retreien segons els moments. La dinastia va estar dividida en diverses branques. Annaz deriva d'«anz» (ovella) i voldria dir amo, mercader o pastor d'ovelles. Darrerament també són anomenats pels historiadors com Banu Ayyar forma àrab del nom Annaz.
Els shadhandjan vivien entre Bagdad i Rayy; en aquesta darrera regaven els descendents del buwàyhida Rukn al-Dawla, i a Bagdad els de Àdud-ad-Dawla; a la seva part occidental tenien als àrabs uqayl i Banu Mazyad, que els separaven de l'Iraq, i a l'est els kurds hasanwàyhides, que els separaven dels buwàyhides de Rayy. L'aparició dels seljúcides els va desorganitzar; de vegades van donar suport al seljúcides i d'altres als buwàyhides.

La dinastia la va fundar Abu l-Fath Muhammad ibn Annaz que tenia capital a Hulwan.
El va succeir a Hulwan el seu fill Hisam al-Din Abu l-Shawk Faris (1010-1046) però altres germans van obtenir alguns territoris: Muhalhil ibn Muhammad a Shahrazur, i Surkhab a Bandanidjin (Mandali) al sud, prop dels territoris dels lurs.
A la mort de Hisam al-Din l'abril 1046, els kurds de la zona es van agrupar entorn del seu germà Muhalhil, que el 1047 va ocupar Kermansah i Daynawar on el seljúcida Ibrahim Inal, parent del cap seljúcida i futur sultà Toghrul Beg que l'havia enviat a la zona) havia nomenat governador a Badr ibn Tahir ibn Hilal dels kurds hasanwàyhides.
Sembla que tenia el suport de les tribus de Shahrazur perquè el nebot de Muhalhil, Sadi Suda ben Abi l-Shawk, cap dels shadhandjan es queixava d'estar marginat al seu feu local. Aquestes queixes les va presentar el setembre del 1046 a Ibrahim Inal que li va donar un contingent de ghuzz amb el que va anar a Hulwan on va fer la khutba en nom d'Ibrahim (1047). Això va enfurismar a Muhalhil.
Poc després es va apoderar de Bandanidjin i el seu oncle Surkhab (aliat de Mushahin) es va refugiar a Diz i-Deloya. Però Sadi i el seu aliat el cap dels Djawan foren derrotats per Muhalhil i fets presoners. Surkhab, que estava ara en mans dels lurs fou entregat per aquestos a Ibrahim Inal que li va fer treure un ull.
Una revolta d'un fill de Shurkab contra Muhasin va permetre la llibertat de Sadi que se'n va anar amb Ibrahim Inal, el qual no el va rebre gaire bé, anant llavors a Daskara (prop de Shahraban) on va demanar ajut a Bagdad. Ibrahim Inal va nomenar un parent seu al front d'un exèrcit per ocupar els territoris de Shurkhab, el qual l'havia d'acompanyar per facilitar la submissió (desembre de 1047) però l'expedició fou derrotada pel cap Abu l-Fath ibn Warran Djawani, aliat de Sadi.
Aquest darrer, però, fou derrotat pels ghuzz, que van creuar el Tigris i Sadi es va haver de refugiar amb els àrabs Banu Mazyad i Ibrahim Inal va ocupar Sirwan, la darrera fortalesa important dels annàzides. Tot seguit va expulsar a Muhalhil de Shahrazur i el va assetjar a Tiranshah però durant el setge (1048) es va declarar una epidèmia de pesta i Ibrahim Inal es va haver de retirar cap a Mahidaht a l'oest de Kermansah.
Muhalhil va recuperar Shararzur i el 1050 va fer homenatge a Toghrul Beg que el va rebre amistosament i li va retornar Sirwan, Dakuka, Sharazur i Saamghan; el seu germà Surkhab va rebre el feu de Dizi Mahki al nord-oest del Luristan; Sadi, unit també a la submissió, va rebre els dos Rawands, prop de Nihawand.
El 1053 Sadi, posat al front d'un exèrcit per Toghrul, va aprofitar per dirigir-se als dominis del seu oncle Muhalhil i el va derrotar a Numaniyya, fent-lo presoner.
El fill de Muhalhil, Badr ibn Muhalhil, va anar a Bagdad (governat per al-Basasiri) a demanar ajut per l'alliberament del seu pare. Toghrul va oferir alliberar a un fill de Sadi que tenia com a ostatge a canvi de la llibertat de Muhalhil, però Sadi va refusar i es va declarar obertament en rebel·lió i es va aliar al buwàyhida Malik al-Rahim; fou derrotat per les forces de Toghrul Beg i de Badr ibn Muhalhil però el presoner ja devia haver mort. Badr va anar a Shahrazur on es va proclamar sobirà i Sadi es va tancar a la fortalesa de Rawshan-Kubadh (a la riba dreta del Diyala) on va rebutjar un atac turc seljúcida.
Toghrul va ocupar Bagdad el 18 de desembre de 1055. El 1058 els annàzides va ocupar altre cop Kermansah i les fortaleses de Khulandjan i Aranba, probablement properes a Kangawar, que pertanyien als kurds hasanwàyhides. En endavant els annàzides desapareixen de les cròniques tot i que van conservar el poder local.
Així Ibn al-Athir informa que el turcman Karabuli va atacar Surkhab ben Badr el 1101. Els generals del sultà es van apoderar del tresor i van portar un tribut a Barkyaruq. El territoris de Surkhab foren ocupats pels turcmans excepte Dakuka i Shahrazur; Surkhab va morir el 1106 i el va succeir el seu fill Abu Mansur. Ibn al-Athir diu que la família de Surkhab havia regnat fins a la data (1117) uns 130 anys.
Després d'Abu Mansur encara apareix un petit cap local, Surkhab ibn Annaz que era vassall vers la meitat del segle xii del sobirà afshar de Khuzestan, Shuhla (Shumla). A la mort de Shumla el 1174 les seves possessions van passar a Khurshid Silurzi fundador de la dinastia menor de Lur (Lur i-Kučik). Surkhab ibn Innaz va esdevenir un governador (shihna) sota les seves ordes amb seu a Manrud, i finalment també aquest càrrec fou suprimit al cap de pocs anys.